# Baronnage anglo-normand
Pour les articles homonymes, voir Anglo-normand.
 (février 2021).
Si vous disposez d'ouvrages ou d'articles de référence ou si vous connaissez des sites web de qualité traitant du thème abordé ici, merci de compléter l'article en donnant les références utiles à sa vérifiabilité et en les liant à la section « Notes et références ».

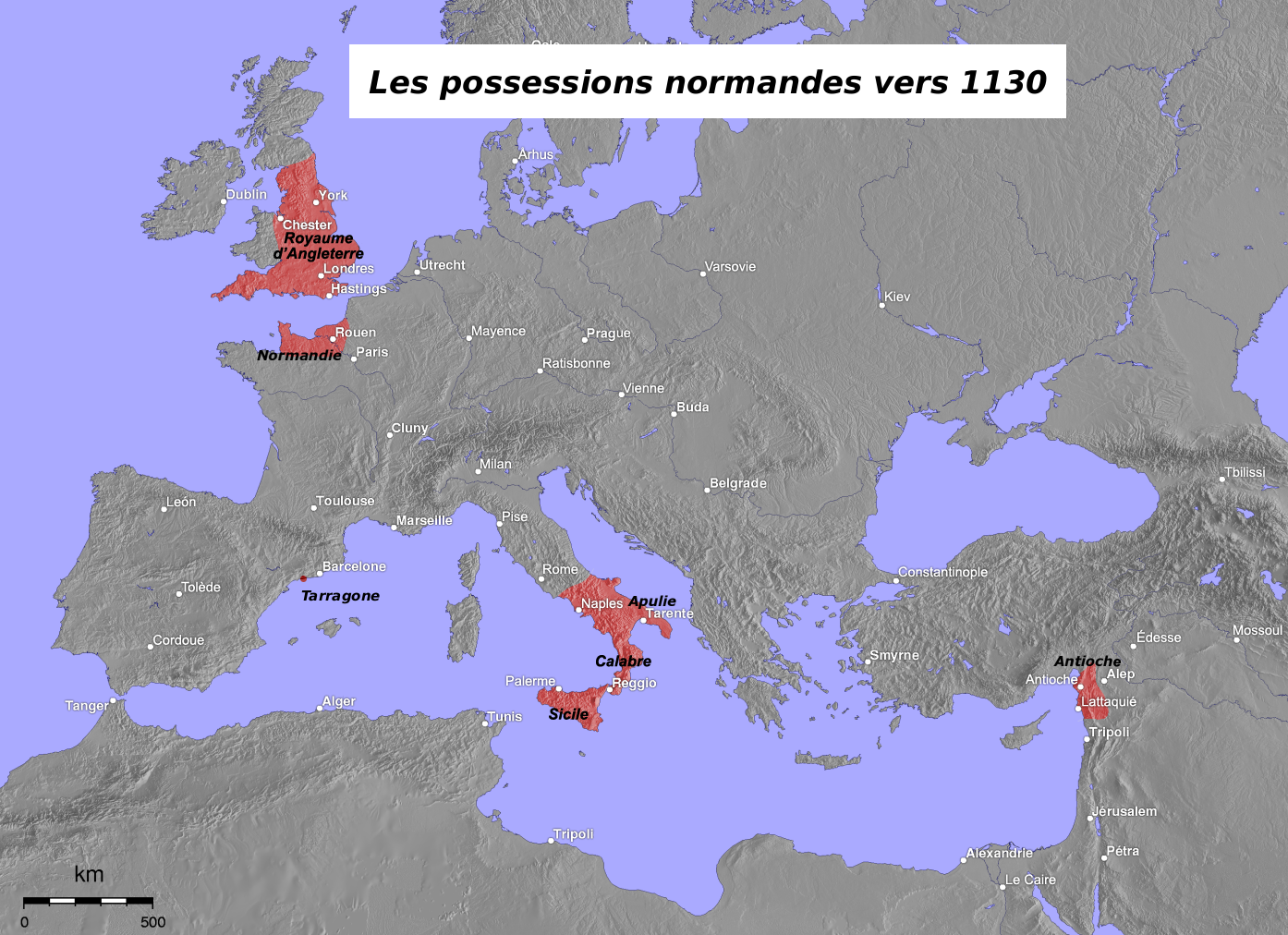
Les possessions normandes au XIIe siècle

Le baronnage anglo-normand (baronage en anglais) correspond principalement à la noblesse du duché de Normandie qui a reçu des terres en Angleterre à partir du temps de Guillaume le Conquérant après la bataille d'Hastings en octobre 1066.
Comme les Varègues dans la Russie kiévienne des IXe au XIe siècles, il s'agit d’une noblesse d’origine étrangère vis-à-vis d’une population autochtone largement majoritaire, anglo-saxonne et danoise notamment en ce qui concerne l’Angleterre.
Ses membres ont plusieurs origines. Tout d'abord essentiellement les tenants-en-chef de la principauté normande, et souvent des Normands issus de la famille ducale (Rollonides). Ensuite des nobles issus des contingents de mercenaires extérieurs. En effet, en plus des Normands, quelques troupes de mercenaires arrivant de pays divers participent à la conquête normande de l'Angleterre, notamment des Bretons et des Flamands (qui constituent près de la moitié des effectifs à Hastings), ainsi que des Français (Île-de-France), Picards, des Manceaux, des Normands du sud de l'Italie, essentiellement, attirés par l'appât du gain, à la recherche de butin et, pourquoi pas, même de terres pour rester définitivement en pays conquis.
La réalisation en 1086 du Domesday Book (ou le Livre du Jugement Dernier) permet de localiser avec précision l'implantation en Angleterre conquise et soumise de cette nouvelle noblesse qui érige rapidement forteresses, donjons et châteaux (constructions jusque-là inexistantes chez les Anglo-Saxons) pour garantir sa sécurité et montrer surtout son autorité envers la population autochtone. Cependant, assez vite, cette nouvelle classe dirigeante du pays conquis tend à se rendre de plus en plus rebelle et indépendante vis-à-vis du pouvoir royal.
Dans le royaume anglo-normand, le premier donjon roman est la tour Saint-Léonard à West Malling (Kent), édifiée vers 1080, par Gondulfe du Bec.

## Principales familles anglo-normandes
| - Famille d'Aubigny (ou d'Albini), Normandie ; - Famille d’Arcy, Normandie - Famille de Bailleul, Picardie; - Famille de Beauchamp ; - Famille de Beaumont, Normandie; - Famille Bigot, Normandie ; - Famille de Bohun, Normandie; - Famille de Bourg, Normandie; - Famille de Bray; - Famille de Briouze, Normandie ; - Famille Bruce, Normandie ; - Famille de Cantillon ; - Famille de Clare, Normandie ; - Famille Clifford ; - Famille de Crépon, Normandie ; - Famille de Croisy, Normandie ; - Famille de la Pommeray (Pommeroy), Normandie ; - Famille Devereux, Normandie ; - Famille de Dunstanville, Normandie ; - Famille de Ferrières, Normandie ; | - Famille Fitzalan, Bretagne ; - Famille FitzWalter ; - Famille de Gand[réf. nécessaire] ; - Famille Giffard, Normandie; - Famille de Grandmesnil, Normandie; - Famille d'Harcourt, Normandie ; - Famille de Lacy, Normandie ; - Famille de Livet, Normandie ; - Famille de Lucy, Normandie ; - Famille Lestrange ; - Famille de Leybourne, Bretagne ; - Famille de Malet, Normandie ; - Famille de Mandeville, Normandie; - Famille Mauduit[réf. nécessaire] ; - Famille de Montfort, Normandie ; - Famille de Montaigu, Normandie; - Famille Mortimer, Normandie; - Famille de Montbray, Normandie ; | - Famille de Montgommery, Normandie ; - Famille Neville, Normandie; - Famille Normand[réf. nécessaire] ; - Famille Paynel, Normandie; - Famille de Percy, Normandie; - Famille Peverel ; - Famille de Quincy ; - Famille de Reviers, Normandie ; - Famille de Saint-Jean, Normandie; - Famille de Saint Leger; - Famille de Say, Normandie; - Famille Talbot ; - Famille de Tanton, Anjou, Normandie ; - Famille de Tosny, Normandie/Île-de-France ; - Famille de Tritton (en), Normandie; - Famille de Vere, Normandie ; - Famille de Verdun, Normandie - Famille de Vipont, Perche, Normandie - Famille de Warenne, Normandie ; - Famille Woodville (Wydeville ou Widvile), Normandie ; - Les comtes de Chester. |

Ces puissantes familles du Moyen Âge anglo-normand, parmi tant d'autres, par leurs possessions partagées entre le continent et l'Angleterre, doivent fréquemment faire des choix lors des nombreux conflits qui opposent les héritiers du Conquérant.

## Repères chronologiques
- 1066 : invasion normande de l'Angleterre ; bataille de Hastings ;
- 1086 : rédaction du Domesday Book à l'instigation de Guillaume le Conquérant, duc de Normandie et roi d'Angleterre ;
- 28 septembre 1106 : bataille de Tinchebray opposant deux des fils du Conquérant : Robert Courteheuse, duc de Normandie et son frère cadet Henri Beauclerc, roi d'Angleterre ;
- 25 novembre 1120 : naufrage de la Blanche-Nef avec à son bord des dizaines de nobles anglo-normands. L'unique fils du roi d'Angleterre Henri Beauclerc y trouve également la mort d'où les problèmes de succession ;
- 1135-1154 : guerre civile entre les partisans d'Étienne de Blois et de Mathilde l'Emperesse, fille d'Henri Beauclerc.
- 1204 : annexion du duché de Normandie au royaume de France.